# Episodi di Bleach (terza stagione)

Eycatch di Bleach durante la terza stagione

La terza stagione dell'anime Bleach è intitolata saga della Soul Society: Il salvataggio (BLEACH 尸魂界救出篇?, Burīchi - Sōru Sosaeti kyūshutsu hen) ed è composta da ventuno episodi, dal 42 al 63. La regia delle puntate è di Noriyuki Abe e sono prodotte da TV Tokyo, Dentsu, e Pierrot Gli episodi sono adattati dal manga omonimo di Tite Kubo e corrispondono agli eventi raccontati dal capitolo 118 al 182. In questa stagione viene raccontato il salvataggio dall'esecuzione di Rukia Kuchiki nella Soul Society da parte di Ichigo Kurosaki e dei suoi compagni. La terza stagione è andata in onda in Giappone dal 26 luglio 2005 al 10 gennaio 2006 su TV Tokyo. In Italia gli episodi sono stati pubblicati su Prime Video il 28 giugno 2021.
La terza stagione di Bleach utilizza quattro sigle: due di apertura, D-tecno Life degli Uverworld (episodi 42 - 51) e Ichirin no Hana dei High and Mighty Color (episodi 52 -63), e due di chiusura, Happy People dei Skoop on Somebody (episodi 42-51) e Life di Yui (episodi 52-63).

## Lista episodi
| Nº | Titolo italiano Giapponese 「Kanji」 - Rōmaji | In onda           | In onda        |
| Nº | Titolo italiano Giapponese 「Kanji」 - Rōmaji | Giapponese        | Italiano       |
| 42 | La danza di Yoruichi, la dea del lampo 「瞬神夜一、舞う!」 - Shunshin Yoruichi, mau! | 26 luglio 2005    | 28 giugno 2021 |
| 42 | Renji si sveglia nella sua cella e lo spirito della sua Zanpakutō, Zabimaru, gli dice che desidera affrontare la Zangetsu di Ichigo di nuovo, ma Renji gli dice che non è più suo nemico. Nel frattempo Yoruichi, prima fa svenire Ichigo, e poi sfida Byakuya a chi dei due sia più veloce, riuscendo a vincere e fuggendo con Ichigo, promettendo a Byakuya nel salutarlo che in tre giorni Ichigo diventerà forte come lui. Appena Ichigo riprende conoscenza, ella gli rivela che esiste, oltre allo Shikai, anche un altro sprigionamento della Zanpakutō, chiamato Bankai, e che, una volta imparato, diventerà dieci volte più forte. Ishida e Orihime vagano per la Soul Society alla ricerca di Rukia, vestiti da Shinigami, ma sono seguiti attentamente dal capitano della Dodicesima Divisione, Mayuri Kurotsuchi.                                                                                                |                   |                |
| 43 | L'ignobile Shinigami 「卑劣な死神」 - Hiretsu na shinigami | 2 agosto 2005     | 28 giugno 2021 |
| 43 | Ishida e Orihime stanno andando a salvare Rukia, ma incontrano Makizo Aramaki, uno shinigami dell'Undicesima Divisione: vengono salvati dagli shinigami della Dodicesima Divisione, che vengono però usati come bombe umane dal loro capitano Kurotsuchi. Orihime, con i suoi poteri, riesce a salvare lei, Ishida e Makizo, ma tutti gli altri shinigami muoiono. Mayuri è molto interessato ai poteri di Orihime. Ishida dice a Makizo di portare via Orihime, perché così non verrà coinvolta nel combattimento. Ishida inizia a combattere contro Mayuri, ma rimane sorpreso quando vede la luogotenente di Mayuri, Nemu Kurotsuchi, che usa il suo corpo per fare in modo che Ishida venga colpito. Mayuri rivela al giovane che ha compiuto molti esperimenti sui Quincy e fra questi c'è stato anche il nonno di Ishida, Soken. Uryū, appena sente questo, decide di ucciderlo.                                        |                   |                |
| 44 | Ishida, spingi al limite il tuo potere! 「石田、極限の力!」 - Ishida, kyokugen no chikara! | 9 agosto 2005     | 28 giugno 2021 |
| 44 | Uryu usa la tecnica Quincy Ransotengai per fare in modo che si possa muovere nonostante la paralisi dovuta alla Zanpakuto di Mayuri. Comunque, dopo un flashback dove Ishida si ricorda delle parole di suo nonno Soken, visto che Mayuri è troppo potente per lui, è costretto a togliersi il Guanto Sanrei. Ishida diventa così molto più forte di Mayuri e il capitano, visto che sta per essere sconfitto, usa il suo Bankai. Ishida riesce a vincere anche il Bankai, distruggendolo completamente e ferendo gravemente il capitano. Mayuri, però, riesce a fuggire diventando liquido. Uryu prende l'antidoto di Nemu, e così guarisce dal veleno di Mayuri. Ishida continua a camminare, gravemente ferito e senza poteri, e incontra il capitano della Nona Divisione Kaname Tōsen. |                   |                |
| 45 | Supera il limite! 「限界を越えろ!」 - Genkai o koero! | 16 agosto 2005    | 28 giugno 2021 |
| 45 | Tosen, con il suo Shikai, sconfigge Uryu e lo incarcera. Yoruichi invoca Zangetsu, usando un Teshintai, una delle invenzioni di Kisuke Urahara. Zangetsu spiega che se Ichigo lo sconfiggerà impararerà il Bankai. Hanatarō viene rimproverato dal suo capitano, Retsu Unohana, per aver aiutato gli intrusi. Renji irrompe dalla sua cella. Il capitano della Terza Divisione Gin Ichimaru va a liberare il suo luogotenente Izuru Kira. Ganju, Chad e Ishida sono tutti e tre rinchiusi in una cella dove non possono usare i loro poteri. Il capitano dell'Undicesima Divisione Kenpachi Zaraki decide di aiutare Orihime, perché così è sicuro che incontrerà di nuovo Ichigo e combatterà di nuovo contro di lui. |                   |                |
| 46 | Cronache storiche! La scuola per Shinigami 「実録! 死神の学校」 - Jitsuroku! Shinigami no gakkō | 23 agosto 2005    | 28 giugno 2021 |
| 46 | Momo Hinamori si ricorda le sue esperienze avute all'Accademia degli Shinigami con Renji e Izuru Kira. Ricorda di un combattimento contro gli Hollow, dove Shuhei Hisagi viene ferito e due suoi amici muoiono. Hisagi, Renji, Izuru e Momo stavano per morire, ma arrivarono il capitano Sōsuke Aizen e l'allora luogotenente Gin Ichimaru ad aiutarli. Finito il ricordo, Hinamori fa svenire la guardia della sua cella, riesce a fuggire e va a combattere contro la persona che crede abbia ucciso Aizen. |                   |                |
| 47 | I vendicatori 「仇討つ者たち」 - Adautsu monotachi | 30 agosto 2005    | 28 giugno 2021 |
| 47 | Mentre Momo va alla ricerca dell'assassino di Aizen, Hitsugaya viene a sapere che Hinamori è evasa. Ichigo continua ad allenarsi e finisce il suo primo giorno di allenamento. Durante una conversazione con Yoruichi, scopre che Kisuke Urahara è l'ex capitano della Dodicesima Divisione. Tōshirō Hitsugaya, capitano della Decima Divisione, incontra Gin Ichimaru e il suo luogotenente Kira, ma sono interrotti da Hinamori. Hinamori legge la lettera che Aizen ha scritto il giorno prima di morire, in cui l'uomo accusa Hitsugaya del suo omicidio. Hinamori attacca Hitsugaya e il ragazzo è costretto a ferirla. Tōshirō è infuriato, visto che è stato costretto a ferire la sua amica ed è deciso ad uccidere Ichimaru. |                   |                |
| 48 | L'ululato di Hitsugaya 「日番谷、吼える!」 - Hitsugaya, hoeru! | 6 settembre 2005  | 28 giugno 2021 |
| 48 | Hitsugaya e Ichimaru iniziano a combattere: Ichimaru, all'inizio, è in vantaggio su Hitsugaya, ma quando questi usa il suo Shikai fa diventare di ghiaccio tutta l'area dove stavano combattendo e anche il vice capitano di Gin, Kira. Riesce così a congelare il braccio di Ichimaru. Gin usa il suo Shikai per impalare Tōshirō: il capitano schiva il colpo, ma questo stesso sta per uccidere Momo. Il colpo viene bloccato da Rangiku Matsumoto e così Ichimaru ne approfitta per fuggire. Nella Soul Society viene comunicato che l'esecuzione di Rukia è stata spostata al giorno seguente. Renji arriva nel luogo in cui Ichigo si sta allenando, sia per ottenere anche lui il Bankai, sia per informare Ichigo del cambio di programma dell'esecuzione. |                   |                |
| 49 | L'incubo di Rukia 「ルキアの悪夢」 - Rukia no akumu | 13 settembre 2005 | 28 giugno 2021 |
| 49 | Rukia si ricorda il suo passato come membro della Tredicesima Divisione. Riuscita ad entrarvi rapidamente grazie alla sua appartenenza al Clan Kuchiki, molti inizialmente la osteggiavano, tranne l'allora luogotenente, Kaien Shiba, che instaurò con lei un rapporto di fiducia e amicizia. Una notte un Hollow, che aveva già ucciso la moglie di Kaien e che aveva il potere di rompere le Zanpakuto solo con il suo tocco, si unisce con Kaien e provò ad uccidere Rukia. All'inizio Kaien si batté contro Jūshirō Ukitake, ma a causa della sua malattia il capitano non riuscì a batterlo. Rimasta solo ad affrontarlo, Rukia trafigge il suo ex compagno con la sua Zanpakuto, prima che si trasformasse in un mostro completo. Da allora Rukia si rimprovera la morte di Kaien e si convince che lei dovrebbe morire per espiare il suo peccato.                                                                    |                   |                |
| 50 | Il ritorno del leone 「よみがえる獅子」 - Yomigaeru shishi | 20 settembre 2005 | 28 giugno 2021 |
| 50 | Kon prova a scappare da Yuzu; viene trovato da un disperato Don Kanonji, in quello stato perché gli ascolti della tv stanno iniziando a diminuire. Insieme essi riformano la squadra dei Supereroi di Karakura, con Yuzu che ha il ruolo di Karakura giallo, e Kon che ha il ruolo del re di Karakura. |                   |                |
| 51 | La mattina dell'esecuzione 「処刑の朝」 - Shokei no asa | 27 settembre 2005 | 28 giugno 2021 |
| 51 | Zaraki, insieme ad Orihime e i suoi subordinati, inizia a camminare alla ricerca di Ichigo e va a liberare dalla prigione Ishida, Ganju e Chad. Nel frattempo i vari capitani si muovono, perché l'esecuzione di Rukia è fra poche ore. Zaraki e i suoi incontrano il capitano della Settima Divisione Sajin Komamura e il capitano della Nona Divisione Kaname Tōsen con i loro luogotenenti, Tetsuzaemon Iba e Shuhei Hisagi. Ikkaku Madarame combatte contro Iba e Yumichika Ayasegawa combatte contro Hisagi. Sajin e Tosen attaccano Zaraki con due delle loro mosse, ma Zaraki sembra non risentire dei loro colpi. Renji intanto è riuscito ad acquisire il suo Bankai e Yoruichi è sicura che anche Ichigo farà lo stesso. |                   |                |
| 52 | Renji giura sulla propria anima! Scontro mortale contro Byakuya 「恋次、魂の誓い! 白哉との死闘」 - Renji, tamashii no chikai! Byakuya to no shitō | 4 ottobre 2005    | 28 giugno 2021 |
| 52 | Mentre Ichigo continua ad allenarsi per ottenere il Bankai, Renji incontra il suo capitano Byakuya Kuchiki. Renji sorprende un po' Byakuya perché non si aspettava che Renji avesse il Bankai, però visto che Byakuya è molto più veloce ed esperto di Renji, il suo Bankai serve a poco. Renji dà il tutto per tutto pur di riuscire a battere il suo nemico personale, ma Byakuya ricorre al suo Bankai che lo sconfigge. Rukia avverte che Renji è in fin di vita e vede che si sta avvicinando Gin Ichimaru che la saluta. |                   |                |
| 53 | La tentazione di Gin Ichimaru e i propositi infranti 「市丸ギンの誘惑、崩された覚悟」 - Ichimaru Gin no yūwaku, kuzusareta kakugo | 4 ottobre 2005    | 28 giugno 2021 |
| 53 | Rukia, andando nel luogo dell'esecuzione, incontra il capitano Gin Ichimaru, che rompe la risoluzione di Rukia perché prima si offre di aiutarla, poi quando lei pensa di avere ancora una speranza di essere salvata, Gin le dice che stava scherzando e Rukia urla dalla disperazione. Zaraki affronta facilmente sia Tosen che Komamura, ma Kaname decide di usare il suo Bankai. Zaraki all'inizio è in difficoltà, ma poi riesce a superare il Bankai di Tosen, ferendolo gravemente e costringendolo a ritirare il suo Bankai. Kenpachi non vuole più combattere, essendo l'avversario mezzo morto, ma Tosen lo attacca alle spalle e Zaraki sta per ucciderlo: lo salva il suo amico Sajin, che decide di usare anche lui il proprio Bankai e inizia a combattere contro Zaraki. Rukia nel frattempo è arrivata nel luogo dell'esecuzione.                                                                             |                   |                |
| 54 | Un giuramento da realizzare! Riprendiamoci Rukia! 「果たされる誓い! ルキア奪還なるか!」 - Hatasareru chikai! Rukia dakkan naru ka! | 18 ottobre 2005   | 28 giugno 2021 |
| 54 | Rukia ha accettato la sua esecuzione e fa solo una richiesta a Shigekuni Genryūsai Yamamoto: mandare Ichigo e i suoi amici a casa. Il Sokyoku, l'enorme alabarda scelta per l'esecuzione, si trasforma in una fenice, ma, prima che possa agire, Ichigo arriva e la blocca con la sua Zanpakuto, mentre i capitani Kyōraku e Ukitake, solidali con Rukia, la distruggono. Mentre Renji porta Rukia al sicuro, Ichigo sconfigge tre vicecapitani a mani nude e si volge ad affrontare Byakuya. |                   |                |
| 55 | Gli Shinigami più forti! Scontro decisivo tra maestro e allievi! 「最強の死神! 究極の師弟対決」 - Saikyō no shinigami! Kyūkyaku no shitei taiketsu | 25 ottobre 2005   | 28 giugno 2021 |
| 55 | Byakuya inizia a combattere contro Ichigo, promettendo che sarà lui stesso a uccidere Rukia. Unohana guarisce personalmente tutti coloro che sono feriti. Renji corre, tenendo in braccio Rukia per proteggerla. Soifon, mentre sta per uccidere Kiyone, viene fermata e trascinata via da Yoruichi e le due cadono giù dalla collina insieme. Kyoraku e Ukitake si allontanano dall'area dell'esecuzione ma sono affrontati da Yamamoto, che con la sua sola reiatsu fa svenire il vice di Shunsui, Nanao Ise. Kyoraku e Ukitake si apprestano quindi ad affrontare il loro mentore, mentre Yamamoto sfodera il suo Shikai e fa in modo che tutto intorno a lui bruci. |                   |                |
| 56 | Battaglia supersonica per decidere la vera dea della guerra! 「超速の戦い! 武の女神、決す」 - Chōsoku no tatakai! Bu no megami, kessu | 1º novembre 2005  | 28 giugno 2021 |
| 56 | Yumichika ritorna dal suo capitano Zaraki, dopo aver vinto Hisagi senza nemmeno un graffio, e Zaraki afferma che Komamura se n'è andato appena ha saputo che Yamamoto sta combattendo, per andare ad aiutarlo. Shunsui e Ukitake combattono contro il loro insegnante ed entrambi mostrano il loro Shikai iniziando a combattere contro Yamamoto. Soifon e Yoruichi iniziano a combattere. Soifon usa il suo Shikai, con cui colpisce una volta Yoruichi, spiegando che se verrà colpita due volte nello stesso punto morirà. Il capitano della Seconda Divisione usa una tecnica recentemente inventata, per potenziare le sue abilità, ma Yoruichi rivela di conoscerla già da tempo, e attiva anche lei lo Shunko. |                   |                |
| 57 | Senbonzakura si infrange! Zangetsu perfora i cieli! 「千本桜、粉砕! 天を衝く斬月」 - Senbonzakura, funsai! Ten o tsuku zangetsu | 8 novembre 2005   | 28 giugno 2021 |
| 57 | Soifon continua a combattere contro Yoruichi, ma questa usa molto meglio di lei lo Shunko. Soifon ha un flashback dove si ricorda che in passato ha servito Yoruichi, nonostante fosse molto più debole di lei, e della sua fedeltà a Yoruichi. Le aveva promesso che l'avrebbe sempre difesa, ma un giorno Yoruichi scomparve e per questo da allora Soifon l'ha sempre odiata, perché si è sentita tradita. Soifon, riconoscendo la sconfitta, scoppia a piangere, chiedendo a Yoruichi perché non l'abbia portata con sé. Ikkaku e Iba si riposano e si mettono a bere, poi i due riprendono a combattere. Ichigo e Byakuya iniziano a combattere: Byakuya dice che è inutile usare il suo Bankai e usa il suo Shikai, ma Ichigo lo vince e addirittura ferisce Byakuya con il suo nuovo attacco, il Getsuga Tenshō, e intima al capitano della Sesta Divisione di usare il Bankai.                                        |                   |                |
| 58 | Il rilascio della lama nera, il potere miracoloso 「開放! 黒き刃、奇跡の力」 - Kaihō! Kuroki yaiba, kiseki no chikara | 15 novembre 2005  | 28 giugno 2021 |
| 58 | Byakuya decide di usare il suo Bankai, che mette in seria difficoltà Ichigo che è troppo lento, mentre invece viene ferito dal Bankai di Byakuya. Con stupore di questi, Ichigo usa il Bankai. Nel frattempo Hitsugaya erige una barriera dove riposa Hinamori e poi se ne va con il suo luogotenente Matsumoto. Il Bankai di Ichigo si chiama Tensa Zangetsu e si tratta di una Zanpakuto molto piccola, che gli aumenta di molto la velocità. Ichigo riesce all'inizio a sorprendere Byakuya, arrivando a mettergli la sua Zanpakuto sulla gola, e poi evita tutti i colpi di Byakuya con la sua velocità. Infine riesce a sorprendere di nuovo Byakuya colpendolo. |                   |                |
| 59 | Conclusione dello scontro mortale! 「死闘決着! 白き誇りと黒き想い」 - Shitō ketchaku! Shiroki hokori to kuroki omoi | 22 novembre 2005  | 28 giugno 2021 |
| 59 | Byakuya usa il secondo stadio del suo Bankai chiamato Senkei Sebonzakura Kageyoshi, col quale invoca tantissime spade. Ichigo diventa quindi più debole, perché usa da poco tempo il proprio Bankai e non è abituato. L'Hollow di Ichigo prende il sopravvento, e così questi diventa più potente di Byakuya. Ichigo poi riesce a riottenere di nuovo il controllo del suo corpo, e lui e Byakuya, con le loro ultime forze, sferrano un ultimo colpo, e a vincere è Ichigo anche se rimane gravemente ferito. Byakuya rivela la ragione per cui lui desiderava uccidere Rukia e ammette la sconfitta, e dice ad Ichigo che lo ha convinto e che ora desidera salvare Rukia. Hitsugaya e Matsumoto entrano nella Camera dei 46, ma sono spaventati da quello che vedono. |                   |                |
| 60 | La disperazione si fa reale, la lama dell'assassino si abbatte 「絶望の真実、振り下ろされた凶刃」 - Zetsubō no shinjitsu, furiorosareta kyōjin | 6 dicembre 2005   | 28 giugno 2021 |
| 60 | Hitsugaya e Matsumoto sono entrati nella Camera dei 46, ma vedono che tutti sono stati uccisi. Kira arriva, e Hitsugaya e Matsumoto lo inseguono. Hitsugaya ritorna indietro quando capisce che Hinamori è entrata pure lei nella Camera dei 46. Matsumoto combatte contro Kira. Ichimaru porta con sé Hinamori, dove incontra il suo capitano Aizen, che in realtà non era mai morto, ma faceva tutto parte di un suo piano. Aizen trafigge Hinamori con la sua Zanpakuto. Hitsugaya arriva e si preoccupa subito di Hinamori. Scopre inoltre che Gin è sempre stato un seguace di Aizen. Hitsugaya usa subito il suo Bankai contro Aizen, ma viene sconfitto facilmente. Arriva Unohana ed Aizen informa lei e la sua vice che tutti sono sempre stati sotto l'ipnosi della sua Zanpakuto, eccetto il cieco Kaname Tōsen che è comunque un suo complice. Poi Gin ed Aizen raggiungono Tosen, dove si trovano Rukia e Renji. |                   |                |
| 61 | Aizen si innalza! Le sue tremende ambizioni rivelate 「藍染、立つ! 恐るべき野望」 - Aizen, tatsu! Osorubeki yabō | 13 dicembre 2005  | 28 giugno 2021 |
| 61 | Su comando di Unohana, Isane Kotetsu informa tutta la Soul Society su ciò che è successo. Aizen chiede a Renji di posare Rukia e lui rifiuta, e questi gli dice che lui non è cambiato e che l'Aizen che Renji conosceva non è mai esistito. Renji attacca ma viene ferito. Quando Renji sta per essere ucciso arriva Ichigo; Renji e Ichigo attaccano insieme Aizen, ma questi li sconfigge entrambi, fermando il Bankai di Ichigo con un solo dito. Aizen spiega che l'Hogyoku, che gli serve per superare il limite di uno shinigami diventando Hollow, è nascosto dentro Rukia. Mentre Aizen parla arriva ad interromperlo Komamura. |                   |                |
| 62 | Adunata! Il più potente gruppo di Shinigami 「集結せよ! 最強の死神集団」 - Shūketsu seyo! Saikyō no Shinigami shūdan | 20 dicembre 2005  | 28 giugno 2021 |
| 62 | Aizen sconfigge Komamura con un kidō e continua la sua spiegazione; poi estrae l'Hōgyoku da Rukia. Quando Aizen ordina a Gin di ucciderla, giunge a salvarla suo fratello Byakuya. Nel frattempo arrivano tutti i capitani shinigami per sconfiggere Aizen: Kūkaku lo attacca, Yoruichi e Soifon lo bloccano, Matsumoto blocca Gin e Hisagi blocca Tosen. Aizen riesce a scappare chiamando alcuni Menos Grande che li portano nell'Hueco Mundo con una barriera Hollow invincibile. Dopo di questo Byakuya viene guarito e spiega a Rukia che lui ha sposato sua sorella, Hisana, e quella era la ragione per cui l'aveva adottata. Byakuya spiega inoltre che come nobile era obbligato ad uccidere Rukia, ma allo stesso tempo aveva promesso ad Hisana di proteggerla. |                   |                |
| 63 | La determinazione di Rukia e i sentimenti di Ichigo 「ルキアの決意、一護の想い」 - Rukia no ketsui, Ichigo no omoi | 10 gennaio 2006   | 28 giugno 2021 |
| 63 | Questa puntata è uno speciale di un'ora: metà puntata mostra gli scontri più avvincenti fino a quel punto. Rukia va a parlare con gli Shiba e si scusa con loro per quello che ha fatto con Kaien, e la perdonano. Ichigo e gli altri se ne vanno, anche se Rukia rimane nel mondo degli shinigami. Tornati nel mondo reale, Urahara si scusa per quello che ha fatto e li porta nelle loro case. |                   |                |

## DVD

### Giappone
Gli episodi della terza stagione di Bleach sono stati distribuiti in Giappone anche tramite DVD, quattro o cinque episodi per disco, da dicembre 2005 ad aprile 2006.
| N° | Data             | Dischi | Episodi |
| -- | ---------------- | ------ | ------- |
| 1  | 21 dicembre 2005 | 1      | 42-45   |
| 2  | 25 gennaio 2006  | 1      | 46-49   |
| 3  | 22 febbraio 2006 | 1      | 50-53   |
| 4  | 29 marzo 2006    | 1      | 54-58   |
| 5  | 26 aprile 2006   | 1      | 59-63   |